# Брегова лястовица
Бреговата лястовица (Riparia riparia) е дребна птица от семейство Лястовицови (Hirundinidae), разред Врабчоподобни (Passeriformes). Дължината на тялото и е около 13–14 cm, размаха на крилете 28 cm и тежи до около 14 гр. Опашката и е сравнително къса, съвсем слабо вилообразна. Оперението и е в черно и бяло, към сиво, но не толкова контрастно като на другите лястовици. Няма изразен полов диморфизъм. В сравнение с другите представители на семейството е по-дребна. Лети много добре.

## Разпространение
Прелетна птица. Гнезди в северното полукълбо, в Европа (включително и България), Азия, Северна Америка, северна Африка. Зимува в Южна Америка и Африка (най-често под пустинята Сахара, чак до ЮАР). В най-северните райони е много рядка. Обитава покрайнините на различни сладководни водоеми, най-често реки.

## Начин на живот и хранене
Живее и ловува най-често на ята, в покрайнините на богати на дребни летящи насекоми сладководни водоеми, като реки и блата. Храни се предимно с летящи насекоми, комари, мушици, водни кончета, които улавя много ловко по време на полет.

## Размножаване
Моногамна птица. Гнезди по вертикални земни брегове на реки, откъдето идва и името ѝ. Избира такива с по-рохка и мека земя. Гнездото представлява хоризонтална дупка във вертикалния склон с отвор 6–8 cm и дължина до 1,5 m. Копаят го на смени и двете птици с помощта на краката си. В края му се намира гнездовата камера, която представлява леко разширение. В гнездовата камера се намира самото гнездо, което е изградено от сламки, мъх, суха трева, пера и пух. Снасят 2–5 бели яйца. Мътят и двамата родители в продължение на 13–15 дни. Малките напускат гнездото след около 3 седмици, родителите ги хранят с насекоми. За разлика от другите лястовици, най-често отглеждат само едно люпило годишно. Понякога гнездят на колонии.

## Допълнителни сведения
В България е защитен вид.